# Tangaroa dissimilis
Tangaroa dissimilis är en spindelart som först beskrevs av Lucien Berland 1924.  Tangaroa dissimilis ingår i släktet Tangaroa och familjen krusnätsspindlar. Inga underarter finns listade i Catalogue of Life.